# Fitocromo

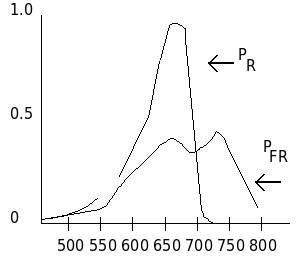
Spettri di assorbimento delle due forme di fitocromo estratte da Avena (Devlin, 1969)

Il fitocromo è un pigmento proteico blu di origine vegetale. È una proteina solubile dal peso molecolare di circa 250.000 Dalton.

## Scoperta
Il fitocromo è stato identificato e catalogato come specie chimica nel 1959 (Butler e collaboratori), ma molte delle sue proprietà erano già note sin dagli anni 30 grazie agli studi sperimentali sulle risposte delle piante agli stimoli ambientali. Una tappa fondamentale per la comprensione delle funzioni del fitocromo fu la scoperta degli effetti di fotomorfogenesi della luce rossa e di quella rosso lontana; dalla quale scaturi l'iniziale teoria (Flint, 1936) dell'esistenza di due pigmenti fotosensibili e la successiva ipotesi (Harry Borthwick e collaboratori, 1952) dell'esistenza di un singolo pigmento fotoreversibile, quest'ultima rivelatasi poi esatta.
Il fitocromo è coinvolto in processi che avvengono tramite la luce ma che sono indipendenti dalla fotosintesi. Interviene per esempio nella germinazione, nella distensione delle foglie e nella fioritura.

## Struttura
Il fitocromo si presenta come un dimero formato da due subunità equivalenti ognuna delle quali è formata da due componenti: il cromoforo e l'apoproteina. Il cromoforo è un tetrapirrolo lineare legato all'apoproteina tramite un legame tioetere, ed è grazie al cromoforo, il quale subisce una isomerizzazione cis-trans, che il fitocromo passa da una forma all'altra.

## Due forme del fitocromo

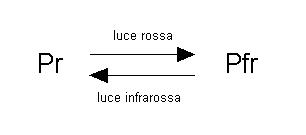
schema conversione forme del fitocromo

Esistono due forme del fitocromo: il Fitocromo Red (Pr) e il Fitocromo Far-red (Pfr). Le due forme si differenziano per il posizionamento dei picchi nel loro spettro di assorbimento della luce; il Pr ha il picco nella regione del rosso visibile (lunghezza d'onda circa 660nm) mentre il Pfr ha il suo picco nella regione dell'infrarosso (circa 730nm). La forma sintetizzata dalle piante è la Pr (di colore blu), essa si converte nella forma Pfr quando è esposta alla luce rossa; la quale a sua volta si converte nella forma Pr in seguito all'esposizione a luce infrarossa; le due forme sono in equilibrio dinamico tra loro in base all'esposizione del momento.

## Sintesi
Le due parti del fitocromo vengono sintetizzate separatamente ed assemblate nel citosol; il cromoforo (Fitocromobilina) è sintetizzato all'interno dei plastidi e deriva dall'acido 5-amminolevulinico (ramificazione della via di biosintesi delle clorofille) mentre l'apoproteina segue il normale processo di sintesi proteica. L'assemblaggio è autocatalitico (cioè avviene spontaneamente una volta che le due parti si trovano a contatto).